# Brezoaele
Brezoaele est une commune du județ de Dâmbovița en Roumanie.